# Литогоща
Литого́ща (укр. Літогоща) — село в Рожищенской городской общине Луцкого района Волынской области Украины.
До 2020 года входило в Рожищенский район.
Код КОАТУУ — 0724583201. Население по переписи 2001 года составляет 294 человека. Почтовый индекс — 45111. Телефонный код — 3368. Занимает площадь 0,8 км².